# Miconia morii
Miconia morii är en tvåhjärtbladig växtart som beskrevs av Frank Almeda. Miconia morii ingår i släktet Miconia och familjen Melastomataceae.
Artens utbredningsområde är Panamá. Inga underarter finns listade i Catalogue of Life.